# Kodeks 0182
Kodeks 0182 (Gregory-Aland no. 0182) – grecki kodeks uncjalny Nowego Testamentu na pergaminie, paleograficznie datowany na V wiek. Przechowywany jest w Wiedniu. Do naszych czasów zachowała się jedna karta kodeksu. Jest wykorzystywany w krytycznych wydaniach greckiego Nowego Testamentu.

## Opis
Do dziś zachowała się jedna karta kodeksu, z tekstem Ewangelii Łukasza 19,18-20.22-24. Według rekonstrukcji karta kodeksu miała rozmiary 15 na 9 cm . Pergamin z jednej strony ma barwę ciemnoszarą, z drugiej – ciemnobrunatną. 
Tekst pisany jest jedną kolumną na stronę, w 21 linijkach w kolumnie . Litera ny jest bardzo szeroka. Litery są małe, ale bardzo regularne. Pismo przypomina uncjałę Kodeksu Aleksandryjskiego. W jednej linijce mieści się 10-13 liter. 

## Tekst
Tekst fragmentu reprezentuje aleksandryjską tradycję tekstualną. Kurt Aland zaklasyfikował go do kategorii III. 

## Historia
INTF datuje rękopis na V wiek . Prawdopodobnie powstał w Egipcie. Karl Wessely przypuszczał, że pochodzi z Fajjum. Niektórzy paleotrafowie datują na wiek VI. 
Na listę rękopisów Nowego Testamentu wciągnął go Ernst von Dobschütz, oznaczając go przy pomocy siglum 0182. 
Facsimile kodeksu opublikował austriacki paleograf Karl Wessely w 1912. 
Rękopis jest przechowywany w Austriackiej Bibliotece Narodowej (Pap. G. 39781) w Wiedniu . 